# パヴェル・クカ
パヴェル・クカ（Pavel Kuka, 1968年7月19日 -）は、チェコの元サッカー選手、指導者。ポジションはFW。

## 経歴
クカは1987年でRHヘプ選手キャリアをスタートすると、1989年にスラヴィア・プラハへ移籍した。1994年に175万ドイツマルクの移籍金でドイツ・ブンデスリーガの1.FCカイザースラウテルンへ移籍すると8得点を挙げる活躍でリーグ2位に貢献した。カーザースラウテルンでは1996年にDFBポカール優勝を経験するが、そのシーズンに2部リーグへ降格。その後は同じブンデスリーガの1.FCニュルンベルク、VfBシュトゥットガルトを渡り歩き、ブンデスリーガ1部通算114試合出場50得点、2部通算で25試合出場14得点を記録した。2000年からはスラヴィア・プラハへ復帰を果たし、2002年のチェコ共和国カップ優勝に貢献し、2005年に現役を引退した。
代表レベルではチェコスロバキア代表としては、1990年8月のフィンランドとの親善試合で代表デビューを飾り、1993年までに国際Aマッチ24試合に出場し7得点を記録した。チェコとスロバキアの分離独立後はチェコ代表に選出され、UEFA EURO '96とUEFA EURO 2000に出場。UEFA EURO '96では同国の大会準優勝に貢献した。2001年9月5日のマルタ戦で代表から退くまで国際Aマッチ63試合に出場し22得点を記録した。
現役引退後の2005年5月からはFKプジーブラムの監督を務めていたが、現在はサッカー代理人を務めている。